# Șapte păcate (film din 1940)
Șapte păcate (titlul original: Seven Sinners) este un film dramatic american, realizat în 1940 de regizorul Tay Garnett protagoniști fiind Marlene Dietrich și John Wayne, acesta fiind primul din cele trei filme turnate împreună.  Filmul a fost produs de Universal Pictures în alb/negru.

## Distribuție
- Marlene Dietrich – Bijou
- John Wayne – locotenentul Brent
- Albert Dekker – Dr. Martin
- Broderick Crawford – Little Ned
- Mischa Auer – Sasha
- Billy Gilbert – Tony
- Oskar Homolka – Antro
- Samuel S. Hinds – Guvernatorul
- Anna Lee – Dorothy
- Reginald Denny – căpitanul Church
- Richard Carle – ofițerul de District
- Vince Barnett – Bartender
- Herbert Rawlinson – First Mate
- James Craig – Ensign
- William Bakewell – Judson